# Exocentrus tricolor
Exocentrus tricolor är en skalbaggsart som beskrevs av Holzschuh 1995. Exocentrus tricolor ingår i släktet Exocentrus och familjen långhorningar. Inga underarter finns listade i Catalogue of Life.